# 拳壇老手
《拳壇老手》（英語：The Great White Hype）是一部1996年美國運動喜劇片，由雷奇諾·哈德林執導，托尼·亨德拉和羅恩·謝爾頓編劇，主演陣容包括山繆·傑克森、傑夫·高布倫、彼得·柏格、喬恩·拉威茨、科賓·本森、切奇·马林、傑米·福克斯及戴蒙·韋恩斯。
本片諷刺了拳擊界的種族偏好，靈感來自拉里·霍姆斯1982年與格里·庫尼（被稱為「偉大的白人希望」）的比賽以及邁克·泰森1995年與彼得·麥克尼利的複賽。
《拳壇老手》在美國由二十世紀福斯發行，1996年5月3日上映。

## 演員
- 山繆·傑克森飾演佛萊德·蘇丹牧師
- 傑夫·高布倫飾演米契·凱恩
- 戴蒙·韋恩斯飾演詹姆斯·「死神」·羅柏
- 彼得·柏格飾演「愛爾蘭人」泰瑞·康克林
- 喬恩·拉威茨飾演索爾
- 科賓·本森飾演彼得·普林斯
- 切奇·马林飾演胡里奧·埃斯科瓦爾
- 约翰·里斯-戴维斯飾演強尼·溫沙
- 莎莉·理查德森飾演班比
- 傑米·福克斯飾演哈桑·艾爾·魯肯
- 洛奇·卡羅爾飾演阿特穆斯·聖約翰·聖
- 方法人飾演他自己
- 布萊恩·塞澤飾演他自己
- 契·麥克布萊德飾演喧鬧的旁觀者（未掛名）
- 凱文·葛瑞佛飾演保全（未掛名）

## 外部連結
- 互联网电影数据库（IMDb）上《拳壇老手》的资料（英文）
- The Great White Hype OST在Allmusic上的頁面
- Box Office Mojo上《拳壇老手》的資料（英文）